# 石井鶴三

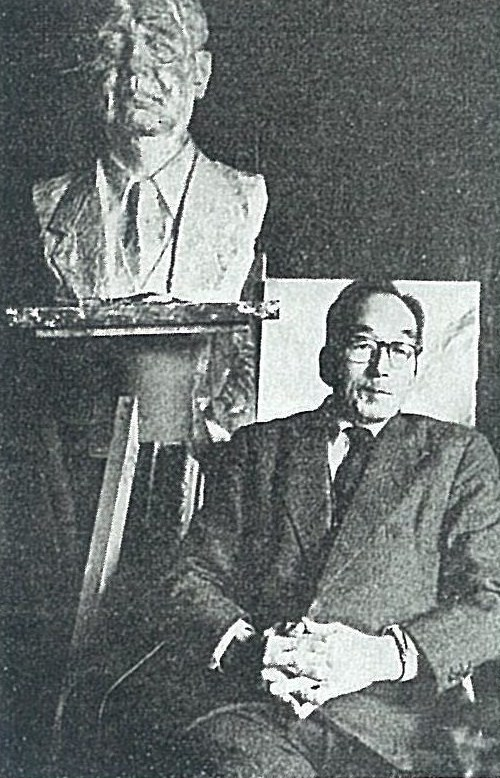
石井鶴三
（芸術新潮 1961年4月号）

石井 鶴三（いしい つるぞう、1887年（明治20年）6月5日 - 1973年（昭和48年）3月17日）は、日本の彫刻家、版画家、洋画家。

## 略伝
画家鈴木鵞湖の孫、画家石井鼎湖の三男、石井柏亭の弟として東京府下谷区仲御徒士町（現・台東区上野）に生まれる。洋画を不同舎にて小山正太郎に、加藤景雲に木彫を学び、1905年創刊の雑誌『平旦』にウィリアム・ニコルソンの作品を模倣した自画自刻による木版画『虎』を掲載した。1910年に彫刻を学んで東京美術学校卒、1911年文展で「荒川岳」が入賞、1915年日本美術院研究所に入る。再興院展に「力士」を出品、二科展に「縊死者」を出し、1916年「行路病者」で二科賞を受賞、明治の末年から山本鼎と交流を深め、創作版画の先駆者として知られるようになり、1918年、日本創作版画協会を結成、1919年、木版画『日本風景版画集』第9集（東京近郊）を、1920年、木版画『日本風景版画集』第10集（日本アルプス）を刊行した。以降、日本版画協会の会長、理事長を務めている。1921年日本水彩画会員。1924年日本創作版画協会と春陽会会員となる。中里介山『大菩薩峠』や吉川英治『宮本武蔵』の挿絵でも知られ、1944年東京美術学校教授。1950年日本芸術院会員、1961年日本美術院彫塑部を解散、1963年東京芸術大学名誉教授、1967年勲三等旭日中綬章受章。

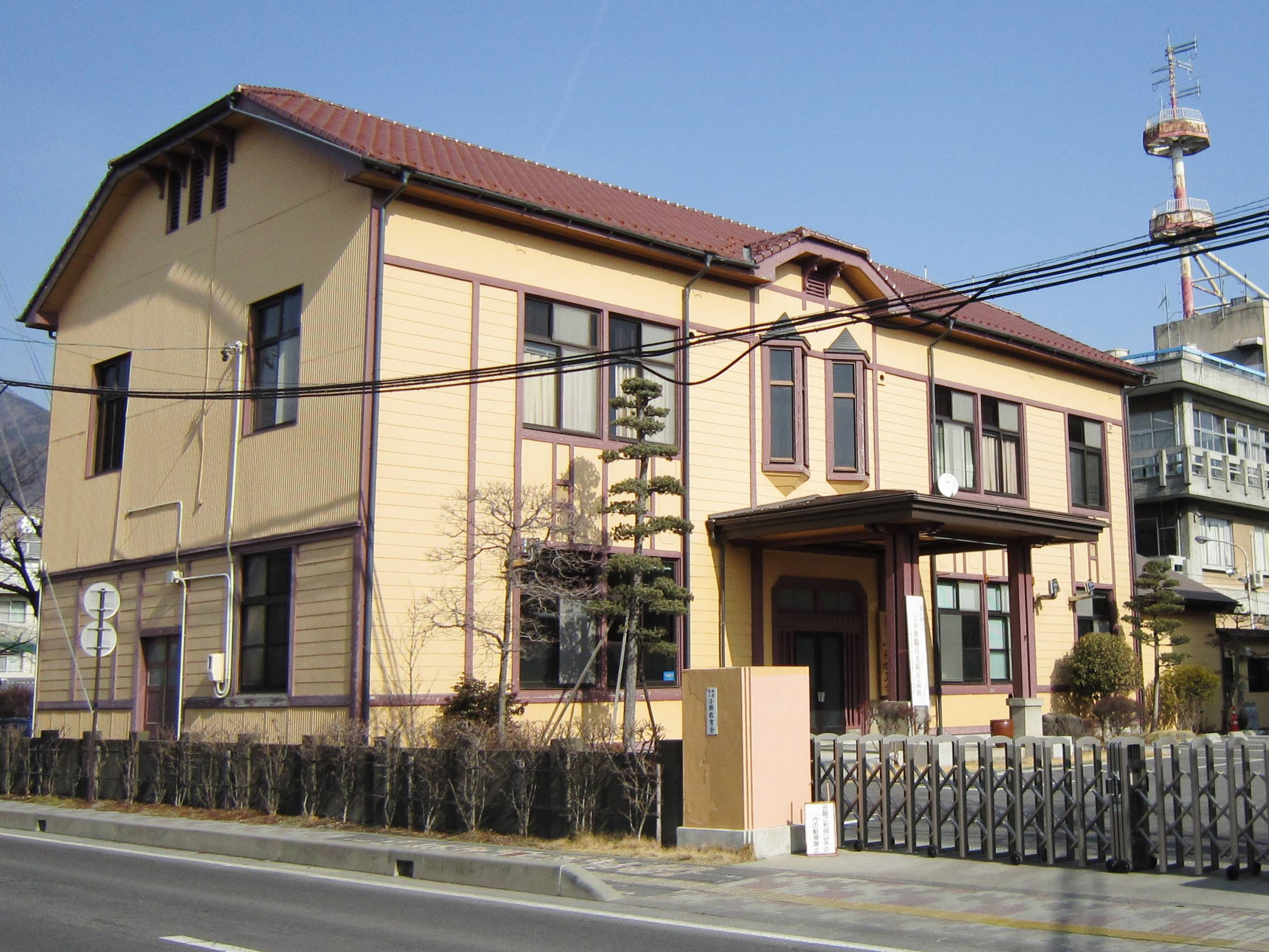
石井鶴三美術資料室（長野県上田市 小県上田教育会館2階）

文業も多く、全集12巻、書簡集、日記などが刊行されている。長野県上田市にある小県上田教育会館の2階には、個人美術館である石井鶴三美術資料室がある。
1925年（大正14年）、平櫛田中の子供が亡くなり葬儀も出せずにいたときに、新聞社の挿絵代金を封を切らずに平櫛に渡した。鶴三の芸術家の一面を示す有名な話である。
自宅に土俵を造るほどの好角家であり、日本相撲協会に乞われて1950年（昭和25年）には創設されたばかりの横綱審議委員会委員、さらに1969年（昭和44年）には相撲博物館館長に就任し、それぞれ死去時まで務めた。
1973年（昭和48年）3月17日午後10時20分、自宅で心臓衰弱のため死去。墓所は護国寺共同墓地九通の石井氏墓、法号なし。

## 作品
- 『日本風景版画 第九集 東京近郊之部』 「大森」  木版画 日本風景版画会版、伊上凡骨彫、1919年
- 「湖上」　木版画　大正11年
- 「山精」　木版画　昭和45年

## 著書・画集
- 石井鶴三素描集 光大社 1930
- 石井鶴三插絵集 第1巻 光大社 1934
- 凸凹のおばけ 光大社 1938
- 石井鶴三文集 1-2 形象社 1978
- 石井鶴三版画集 形象社 1978
- 山精 石井鶴三資料集 形象社 1983
- 吉川英治『宮本武蔵』插絵名作集 矢野橋村 六興出版 1984
- 石井鶴三全集　全12巻別巻2巻 形象社 1986-89
- 石井鶴三素描集 全3巻 形文社 1992-93
- 美術家修行 版画は最も民衆的の芸術 形文社 1994
- 石井鶴三のすべて 毎日新聞社 1994
- 石井鶴三書簡集 1-3 形文社 1996-99
- 石井鶴三日記 1-5 形文社 2005

## 門下生
- 尾澤正毅 - 彫刻家
- 石川季彦 - 石膏造形を中心とした彫刻家。後に絵画や書道などの様々な芸術を手掛けた[5]。